# Balingshan
Balingshan (kinesiska: 八岭山, 八岭山镇) är en köping i Kina. Den ligger i provinsen Hubei, i den centrala delen av landet, omkring 210 kilometer väster om provinshuvudstaden Wuhan. Antalet invånare är 27753. Befolkningen består av 13 636 kvinnor och 14 117 män. Barn under 15 år utgör 12,0 %, vuxna 15-64 år 76 %, och äldre över 65 år 11,0 %.
Genomsnittlig årsnederbörd är 1 247 millimeter. Den regnigaste månaden är maj, med i genomsnitt 183 mm nederbörd, och den torraste är december, med 19 mm nederbörd.